# Acadie Siding
Pour les articles homonymes, voir Acadie (homonymie).
Acadie Siding est une autorité taxatrice de la paroisse d'Acadieville, située dans le comté de Kent, à l'est du Nouveau-Brunswick.

## Histoire
Acadie Siding est situé dans le territoire historique des Micmacs, plus précisément dans le district de Sigenigteoag, qui comprend l'actuel côte Est du Nouveau-Brunswick, jusqu'à la baie de Fundy.
En 1825, le territoire est touché par les Grands feux de la Miramichi, qui dévastent entre 10 000 km2 et 20 000 km2 dans le centre et le nord-est de la province et tuent en tout plus de 280 personnes,.
Le hameau porte à l'origine le nom de Millers Siding mais prend son nom actuel en 1879 à l'ouverture du premier bureau de poste. La gare s'appelle quant à elle Acadia Siding. Le bureau de poste ferme ses portes en 1970.